# Maralnik-1
Maralnik-1 (en russe : Маральник-1, en altaï méridional : Маральник-1) est un possiolok de la république de l'Altaï en Russie. Situé dans le raïon d'Oust-Koksa, sa population s'élevait à 59 habitants lors du recensement de 2021. La localité doit son nom au Rhododendron ledebourii (ru), un rhododendron de l'Altaï aussi dénommée Maralnik.

## Géographie
La localité de Maralnik-1 se situe dans la république de l'Altaï, république de Sibérie méridionale en Russie. Elle fait partie du district fédéral sibérien, et se situe à 588 km au sud-est de Novossibirsk, la capitale du district. Elle se trouve aussi à 3 230 km à l'est de Moscou, ainsi qu'à 206 km au sud de Gorno-Altaïsk, la capitale régionale.
Au sein de la république, elle fait partie du raïon d'Oust-Koksa, avec le chef-lieu du même nom. Le raïon se situe dans le sud-est de la république, et Maralnik-1 se trouve à 27 km au sud-est d'Oust-Koksa. Le possiolok fait partie de la municipalité de Verkh-Ouïmon, qui regroupe 6 localités (Verkh-Ouïmon ; Moulta ; Tikhonskaïa ; Gagarka ; Zamoulta et Maralnik-1).
En termes géographiques, Maralnik-1 se trouve dans l'Altaï, vaste système montagneux au centre de l'Asie. Elle se trouve précisément dans le Haut-Altaï, au sein du massif des monts Katoun. Ce massif est le plus haut de tout le système montagneux, avec le Béloukha, culminant à 4 506 m, à 60 km au sud-est de la localité.
Le village se trouve dans une vallée, à la confluence du Kyzyl-Tach dans la Chilgat puis de cette dernière dans la Moulta. Entourée de montagnes 400 à 500 m plus hautes que le lieu, le relief est escarpé. La Moulta, rivière qui se jette dans la Katoun, naît à une quinzaine de kilomètres au sud du village aux lacs de la Moulta, monument naturel de la république. Le village est entièrement sur la rive gauche de la Moulta, la rivière faisant office de limite orientale. 
Le village le plus proche est Moulta, à 8 km au nord. La route 84K-36 relie le village à Moulta, et est la seule route du village. Cette dernière route est connectée à la route d'Ouïmon vers le reste du pays. À la sortie du village, un pont traverse la Moulta sur cette route.

## Population et société
Il y a une école primaire dans le village. Il y a une rue dans le village, la rue Gornaïa, soit littéralement la«  rue de la montagne », plus un chemin dans le camping.
En 2002, sur les 64 habitants, il y avait 83 % de Russes, soit 53 habitants.
Recensements (*) et estimations de la population,,:
| 2002 | 2010* | 2012 | 2013 |
| ---- | ----- | ---- | ---- |
| 64   | 55    | 60   | 59   |

| 2014 | 2015 | 2016 | 2021* |
| ---- | ---- | ---- | ----- |
| 55   | 53   | 56   | 59    |

## Économie
Maralnik-1 vit principalement du tourisme, et plus précisément de l'écotourisme, très populaire dans l'Altaï en raison du patrimoine naturel. Dans le village, il y a un camping à la sortie du village le long de la Moulta ainsi qu'un commerce. Un sentier par du sud du village vers les lacs de la Moulta.
En plus du tourisme, il y a une élevage de maral dans le village. Il y a quelques champs et potagers dans le village.
En terme d'énergie, il y a un transformateur dans le village, et Maralnik-1 est relié au réseau électrique du raïon par une ligne électrique de 10 kV en voltage. Il y a un château d'eau dans le village, et un second est projeté.

## Galerie

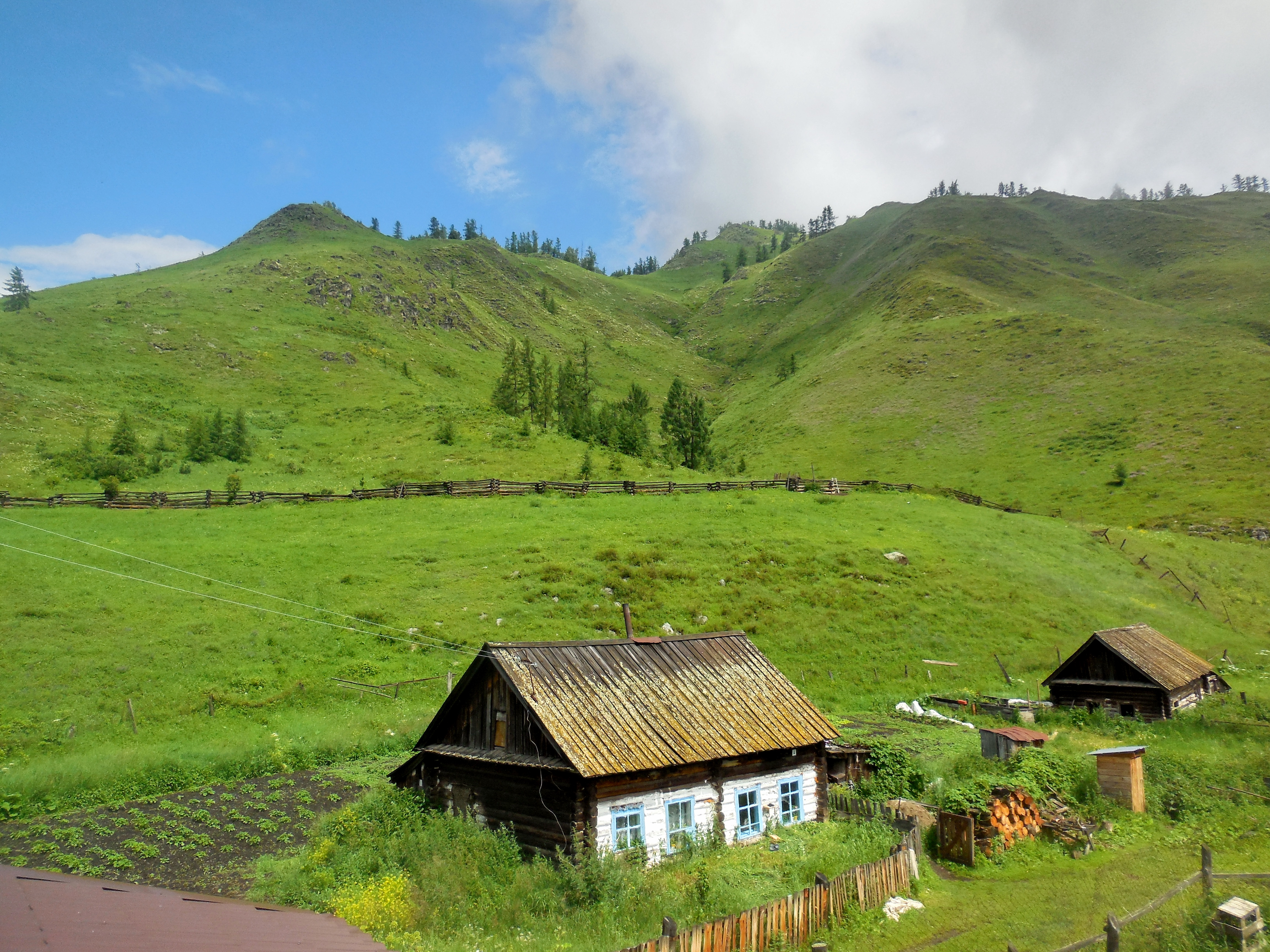
Maison et potager dans l'est du village.
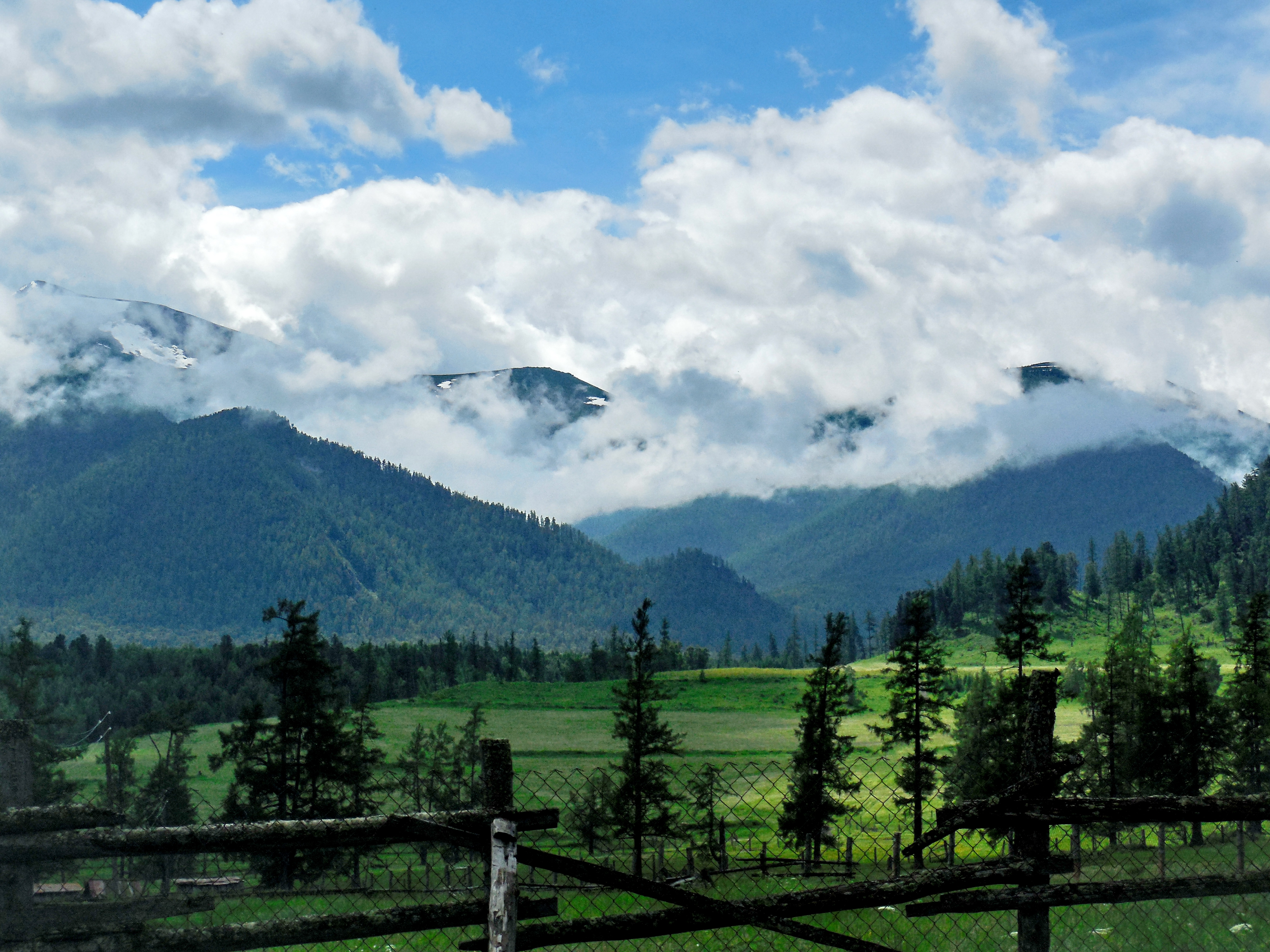
Vue de montagnes à l'est du village.
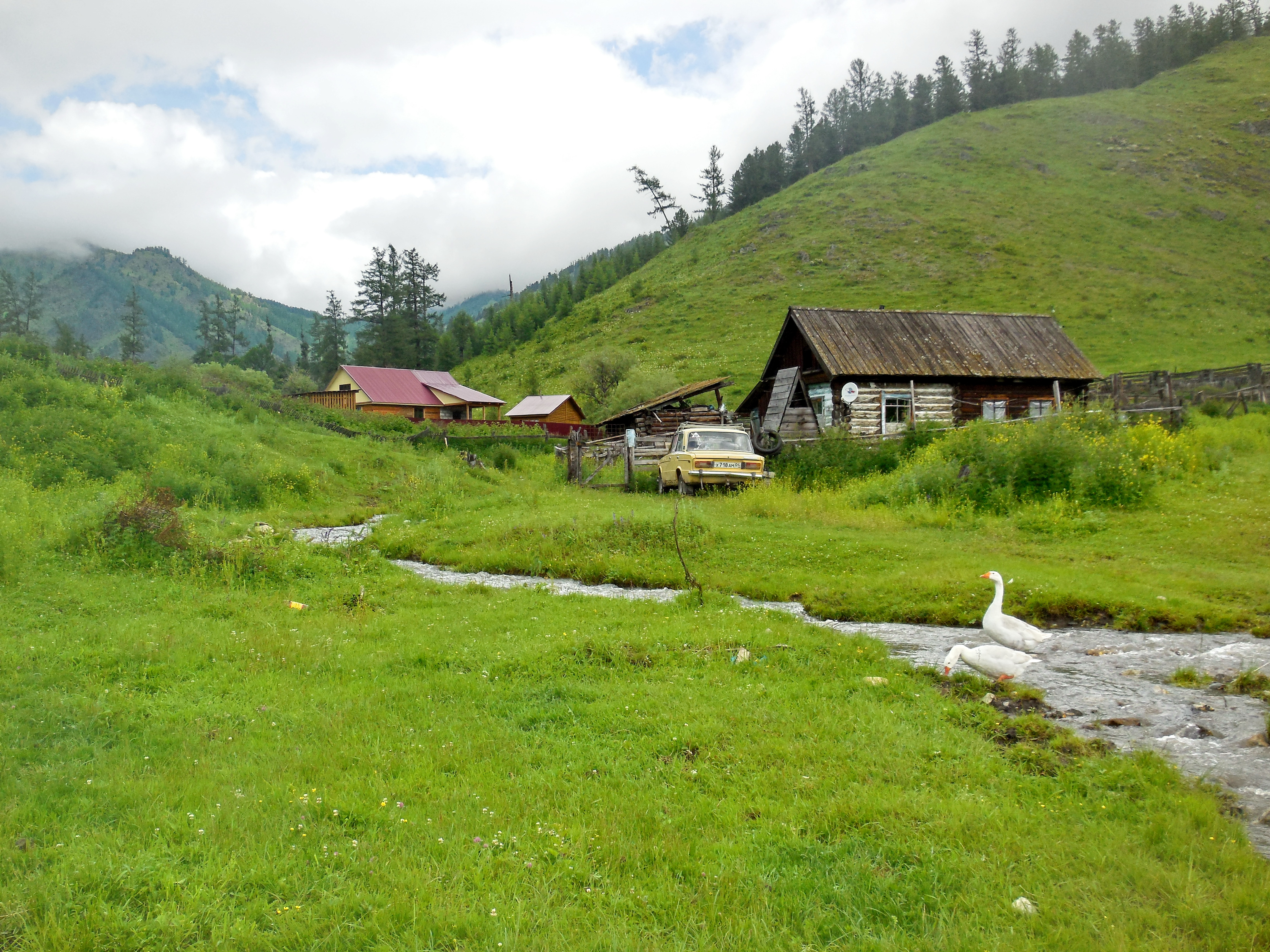
Des oies et des maisons le long de la Kyzyl-Tach.
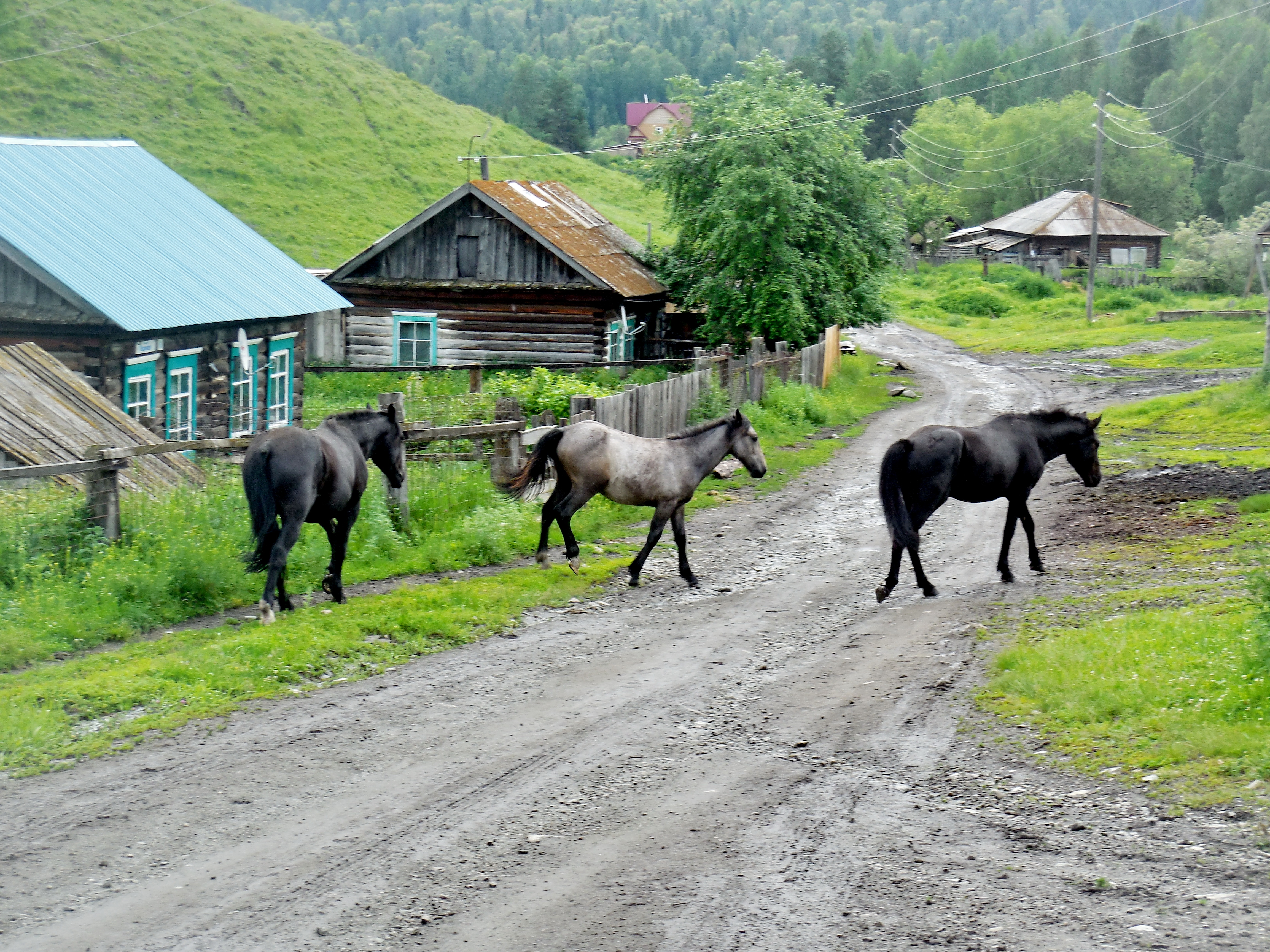
Rue Gornaïa avec des chevaux.
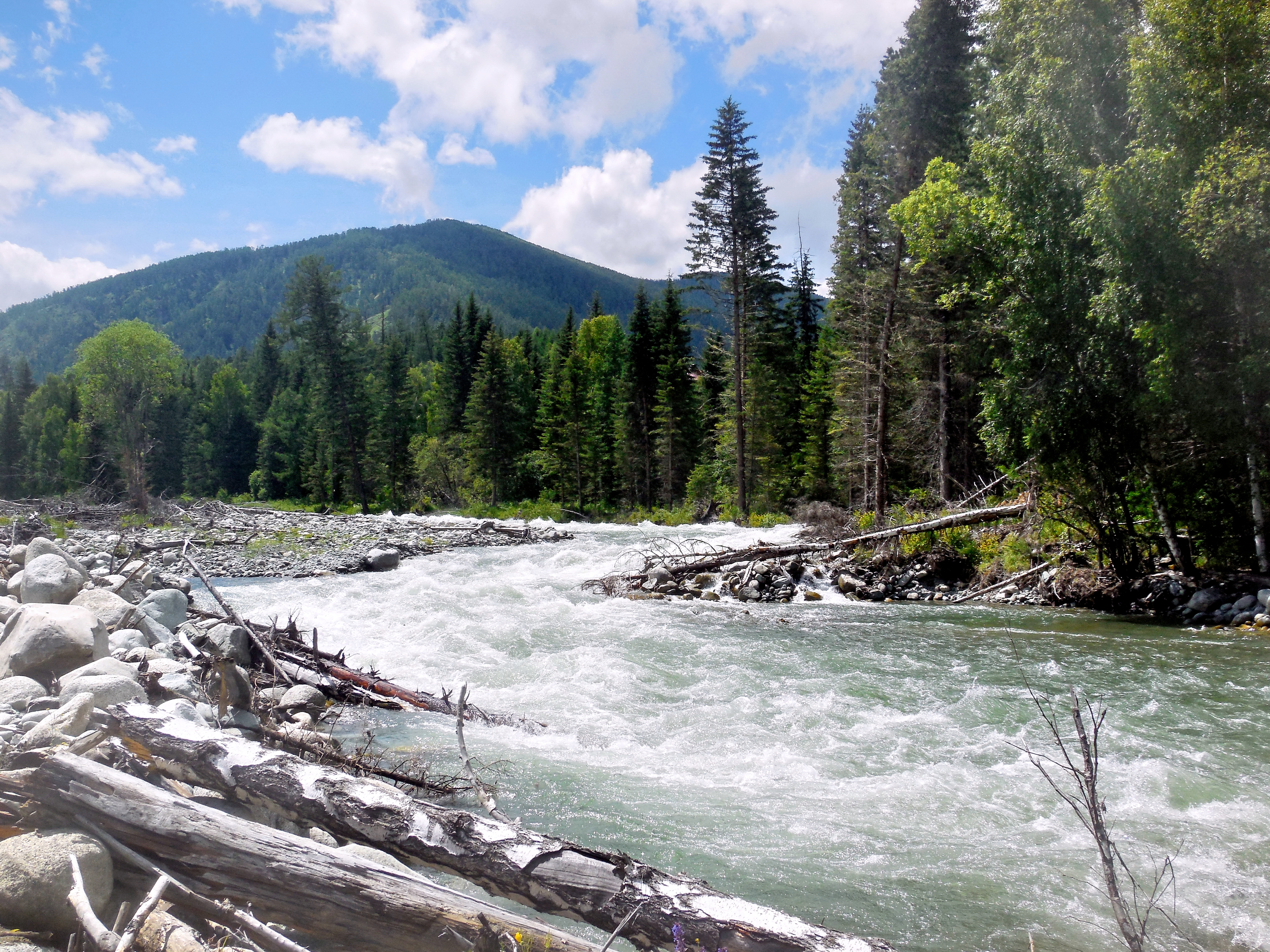
La Moulta à la sortie du village.